# Campionato Capixaba 2024
Il Campionato Capixaba 2024 è stata la 108ª edizione della massima serie del campionato capixaba. La stagione è iniziata il 18 gennaio 2024 e si è conclusa il 13 aprile successivo.

## Stagione

### Novità
Sono state promosse dalla Segunda Divisão il Jaguaré e il Rio Branco-VN. Sono retrocesse al termine della passata stagione Vilavelhense e Atlético Itapemirim.

### Formato
Il torneo si svolge in due fasi: la prima fase è composta da un girone unico. Le prime otto classificate di tale girone, accedono alla fase finale che decreterà la formazione vincitrice del campionato. Le ultime due piazzate della prima fase, retrocedono in Segunda Divisão.
La formazione vincitrice e la finalista perdente potranno partecipare alla Coppa del Brasile 2025 e alla Copa Verde 2025. Esclusi i club che sono già qualificati alle prime tre serie del campionato nazionale, le due formazioni meglio piazzate potranno partecipare alla Série D 2025.

## Risultati

### Prima fase
|  | Pos. | Squadra          | Pt | G | V | N | P | GF | GS | DR |
|  | ---- | ---------------- | -- | - | - | - | - | -- | -- | -- |
|  | 1.   | Rio Branco-ES    | 19 | 9 | 6 | 1 | 2 | 13 | 5  | +8 |
|  | 2.   | Real Noroeste    | 18 | 9 | 3 | 3 | 1 | 17 | 9  | +8 |
|  | 3.   | Desportiva       | 16 | 9 | 4 | 4 | 1 | 13 | 11 | +2 |
|  | 4.   | Porto Vitória    | 15 | 9 | 4 | 3 | 2 | 9  | 8  | +1 |
|  | 5.   | Jaguaré          | 14 | 9 | 3 | 5 | 1 | 8  | 8  | 0  |
|  | 6.   | Rio Branco-VN    | 10 | 9 | 2 | 4 | 3 | 8  | 9  | -1 |
|  | 7.   | Vitória-ES       | 9  | 9 | 2 | 3 | 4 | 11 | 11 | -0 |
|  | 8.   | Nova Venécia     | 8  | 9 | 1 | 5 | 3 | 7  | 12 | -5 |
|  | 9.   | Serra            | 5  | 9 | 1 | 2 | 6 | 11 | 16 | -5 |
|  | 10.  | Estrela do Norte | 4  | 9 | 0 | 4 | 5 | 2  | 10 | -8 |

Legenda:
      Ammessa alla fase finale fase.
      Retrocesse in Segunda Divisão 2024.
Note:
Tre punti a vittoria, uno a pareggio, zero a sconfitta.

### Fase finale
|  | Quarti di finale | Quarti di finale | Quarti di finale | Quarti di finale | Quarti di finale |  |  | Semifinali | Semifinali    | Semifinali | Semifinali          | Semifinali |   |       | Finale | Finale        | Finale | Finale | Finale |  |
|  |                  |                  |                  |                  |                  |  |  |            |               |            |                     |            |   |       |        |               |        |        |        |  |
|  | 7                | Vitória-ES       | 3                | 4                | 7                |  |  |            |               |            |                     |            |   |       |        |               |        |        |        |  |
|  | 2                | Real Noroeste    | 1                | 2                | 3                |  |  | 7          | Vitória-ES    | 0          | 1                   | 1          |   |       |        |               |        |        |        |  |
|  | 6                | Rio Branco-VN    | 0                | 1                | 1                |  |  | 6          | Rio Branco-VN | 1          | 2                   | 3          |   |       |        |               |        |        |        |  |
|  | 3                | Desportiva       | 0                | 0                | 0                |  |  |            |               |            |                     |            |   |       | 6      | Rio Branco-VN | 1      | 1      | 2 (2)  |  |
|  | 5                | Jaguaré          | 3                | 2                | 5                |  |  |            |               | 1          | Rio Branco-ES (dtr) | 2          | 0 | 2 (3) |        |               |        |        |        |  |
|  | 4                | Porto Vitória    | 2                | 3                | 5                |  |  | 4          | Porto Vitória | 1          | 1                   | 2          |   |       |        |               |        |        |        |  |
|  | 8                | Nova Venécia     | 1                | 1                | 2                |  |  | 1          | Rio Branco-ES | 2          | 2                   | 4          |   |       |        |               |        |        |        |  |
|  | 1                | Rio Branco-ES    | 2                | 1                | 3                |  |  |            |               |            |                     |            |   |       |        |               |        |        |        |  |